# Старый Буртек
Старый Буртек (луговомар. Тошто Пӧртек) — деревня в Малмыжском районе Кировской области. Входит в состав  Калининского сельского поселения. Расположена в 5 км от реки Вятка.

## Население
По данным переписи населения в 2010 году в Старом Буртеке проживает 172 человека.

## История
По данным на 1771—1773 годы сельцо Буртек принадлежало помещику графу Петру Матвеевичу Апраксину.